# 拉烏尼翁 (納里尼奧省)
拉烏尼翁是哥倫比亞的城鎮，位於該國西南部，由納里尼奧省負責管轄，經濟活動有貿易業和服務業，主要農產品是咖啡、香蕉和其他水果，人口約60,000。
0°52′29″N 77°48′36″W / 0.874722°N 77.81°W